# Elsteraue
Elsteraue är en Gemeinde belägen vid Weisse Elster i Burgenlandkreis i det tyska förbundslandet Sachsen-Anhalt. Kommunen bildades den 1 juli 2003 genom en sammanslagning av 10 tidigare kommuner.

## Administrativ indelning
Elsteraue består av tio Ortschaften som är samma som de 10 tidigare kommunerna.
- Bornitz
- Draschwitz
- Göbitz
- Könderitz
- Langendorf
- Profen
- Rehmsdorf
- Reuden
- Spora
- Tröglitz

I Tröglitz fanns under andra världskriget ett av koncentrationslägret Buchenwalds satellitläger.